# San Jacinto Chilateca
San Jacinto Chilateca es una localidad perteneciente al municipio de Ocotlán de Morelos en el estado Mexicano de Oaxaca.

## Etimología
Chilateca significa: "Moradores de chila". Se compone de Chila: "nombre del lugar" y Tecatl: "morador". Chila se compone de Chilli: "Chile" y La, sufijo abundancial y significa "Chilar".

## Geografía
San Jacinto Chilateca colinda al norte con el municipio de San Martín Tilcajete; al este con San Martín Tilcajete y Santa Ana Zegache, al sur con San Juan Chilateca; al oeste con Santo Tomás Jalieza.

## Demografía
De acuerdo al último censo, realizado por el INEGI en 2010, la localidad cuenta con 641 habitantes, de los cuales el 1.76% hablan lengua indígena.